# Abbeovo číslo
Abbeovo číslo v optice je bezrozměrné číslo, které udává disperzní mohutnost daného průhledného prostředí (např. skla) v oblasti viditelného světla. Je pojmenováno po německém fyzikovi Ernstovi Abbem.

## Definice
Abbeovo číslo V je definováno výrazem
{\displaystyle V={\frac {n_{\rm {D}}-1}{n_{\rm {F}}-n_{\rm {C}}}}}
kde nD, nF a nC je index lomu příslušného materiálu na vlnových délkách odpovídajících Fraunhoferovým čárám D, F a C (tj. 589,2 nm, 486,1 nm a 656,3 nm). Čím je hodnota V vyšší, tím menší má materiál disperzi a je tedy vhodnější pro použití především pro konstrukci čoček. Běžné hodnoty jsou v rozsahu cca 20 až 70.